# Virgínia Lane
Virgínia Lane, nome artístico de Virgínia Giacone (Rio de Janeiro, 28 de fevereiro de 1920 – Volta Redonda, 10 de fevereiro de 2014), foi uma atriz, cantora e vedete brasileira.

## Biografia
Virgínia era filha do imigrante italiano, natural de Torino, Luigi Oreste Giuseppe Damiano Giacone e da carioca Arminda Carneiro de Araújo, era neta paterna de Giacomo Giacone e Maria Lúcia Beltramo e materna de Augusto Carneiro de Araújo e Maria Barboza. Seu nome foi dado em homenagem à uma tia paterna. O senhor Luiz Orestes foi piloto de fórmula 1 na Itália, tanto que foi chofeur no Brasil e ensinou a filha a dirigir, o que segundo ela, fazia de maneira sublime graças ao talento do pai. 

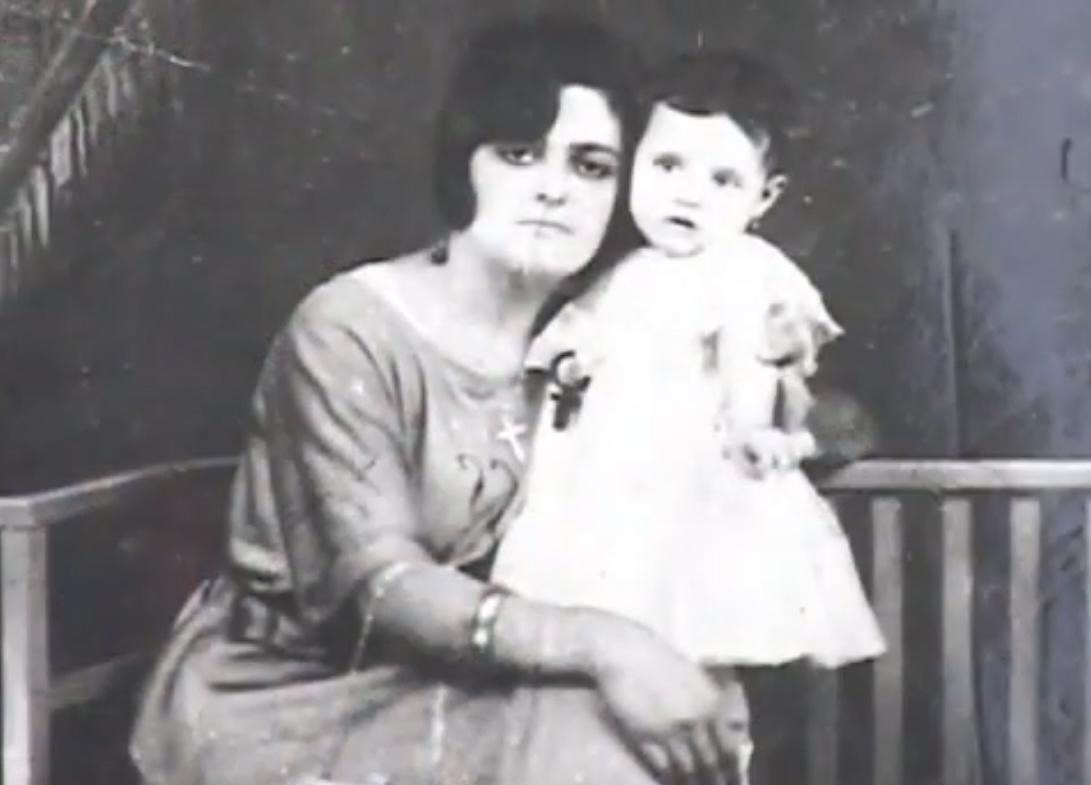
Virgínia Lane e sua mãe.

Lane verbalizava ter nascido à rua Tavares Bastos 53 e criada à rua Bento Lisbôa, no Catete, do Rio de Janeiro. Seus pais se separaram informalmente, visto que nesta época o desquite não garantia muitos direitos e apresentar-se como desquitado (a), gerava comentários preconceituosos. Com a mudança do pai, que logo após foi morar com a nova companheira Haydee Garcia Terra, Virgínia se mudou com a mãe para rua Bolívar 92, em Copacabana, onde relata que dona Arminda preparava marmitas, e ela depois de sair do instituto Lafayette, na Tijuca, onde estudava, ia pessoalmente entregar as marmitas, e ainda pegava de volta para lavá-las. Sua mãe tempos depois conheceu e morou junto do senhor Nelson de Castro. Consta que tinha um meio irmão, Nilton Giacone, mas Virgínia citava que seu pai teria tido outros filhos, inclusive alguns em casos extraconjugais. 

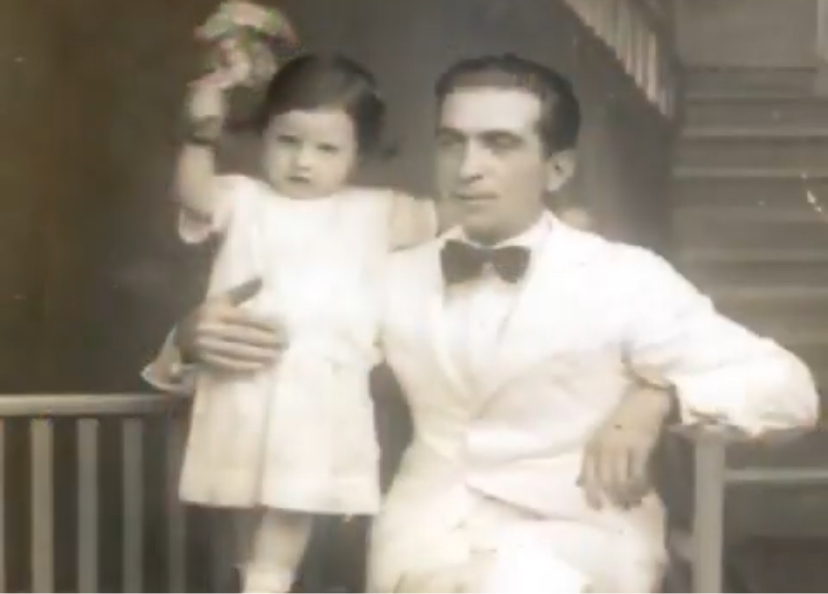
Virgínia e seu pai.

Em 1935, começou sua carreira como cantora no programa Garota Bibelô, na rádio Mayrink Veiga, de César Ladeira. Sua estreia no elenco do Cassino da Urca se deu em 1943, quando atuou como cantora e dançarina à frente das orquestras de Carlos Machado, Tommy Dorsey e Benny Goodman.
Seu primeiro disco pela Continental foi lançado, em 1946, com a marcha Maria Rosa, de Oscar Bellandi e Dias da Cruz, e o samba Amei Demais, de Cyro de Souza e J.M. da Silva. Já em 1948, sob a direção de Chianca de Garcia, apareceu como vedete na revista Um Milhão de Mulheres, no Teatro Carlos Gomes, no Rio de Janeiro. Tornou-se então a vedete mais famosa da Praça Tiradentes. Por 4 anos seguidos emplacou diversas revistas em parceria com o produtor Walter Pinto. Durante a temporada de Seu Gegê, Virgínia Lane recebeu o título de “A Vedete do Brasil”, dado pelo Presidente Getúlio Vargas.
No auge da febre do Teatro de Revista levou para a televisão o formato do teatro de variedades com o programa Espetáculos Tonelux, na TV Tupi carioca, dirigida por Mário Provenzano.
Virgínia fez sucesso também no cinema, em diversos filmes na Cinédia e na Atlântida, como Laranja da China (1940), de Ruy Costa, e Carnaval no Fogo (1949), de Watson Macedo. Participou de várias comédias carnavalescas cantando seus sucessos e contracenando com Oscarito, Grande Otelo e Zé Trindade.
Em 2005/2006 fez parte do elenco na novela Belíssima, da TV Globo, ao lado de outras ex-vedetes, como Carmem Verônica, Íris Bruzzi, Ester Tarcitano, Lady Hilda, Teresa Costello, Dorinha Duval, Anilza Leoni, Rosinda Rosa, Lia Mara, entre outras.
Virgínia Lane participou de 37 filmes, e chegou a montar sua própria companhia para levar o teatro de revista a diversas regiões do Brasil.
Segundo contou em algumas entrevistas, Virgínia teve um relacionamento amoroso durante 10 anos com o ex-presidente Getúlio Vargas. Chegou a dizer que "a barriguinha dele atrapalhava, mas que tudo se resolvia na horizontal".
Morreu na tarde de 10 de fevereiro de 2014 de falência múltipla dos órgãos no CTI do Hospital São Camilo em Volta Redonda, onde estava desde 6 de fevereiro, após a piora no quadro de infecção urinária, causa da internação em 2 de fevereiro, dias antes de completar 94 anos. Seu corpo foi velado na Câmara Municipal de Piraí, cidade onde morava desde 1970 e na Assembléia Legislativa do Rio de Janeiro, na capital fluminense.
Virgínia foi sepultada no mesmo jazigo perpétuo que sua mãe, no cemitério da Ordem Terceira do Monte do Carmo, no Caju, no Rio de Janeiro. Foi casada duas vezes, a primeira em 16 de janeiro de 1954 com Sérgio Kröeff e a segunda em 1970. Deixou uma única filha, adotiva, do segundo casamento, Marta Santana.

## Carreira

### No cinema
| Ano  | Título                 | Personagem       |
| ---- | ---------------------- | ---------------- |
| 1935 | Alô, Alô, Brasil       | Vedete           |
| 1936 | Alô, Alô, Carnaval     | Vedete           |
| 1939 | Banana da Terra        |                  |
| 1939 | Está Tudo Aí           |                  |
| 1940 | Laranja da China       |                  |
| 1941 | Entra na Farra         |                  |
| 1941 | Céu Azul               | Ela Mesma        |
| 1943 | Samba em Berlim        | Ela Mesma        |
| 1949 | Carnaval no Fogo       | Dalva            |
| 1951 | Anjo do Lodo           | Lúcia            |
| 1952 | É Fogo na Roupa        | Ela Mesma        |
| 1952 | Está com Tudo          |                  |
| 1952 | Tudo Azul              | Ela Mesma        |
| 1954 | O Petróleo é Nosso     | Ela Mesma        |
| 1955 | Carnaval em Marte      |                  |
| 1956 | Guerra ao Samba        | Tetê             |
| 1956 | Tira a mão daí!        |                  |
| 1958 | Vou Te Contá…          |                  |
| 1959 | Mulheres à Vista       | Ela Mesma        |
| 1959 | Quem Roubou Meu Samba? | Sônia            |
| 1960 | Vai que É Mole         |                  |
| 1961 | O Viúvo Alegre         | Marah            |
| 1962 | Bom Mesmo é Carnaval   | Cantora          |
| 1975 | Os Pastores da Noite   | —                |
| 1977 | A Árvore dos Sexos     | Lara de Los Rios |
| 1998 | Vox Populi             | Prima Cristina   |

### Na televisão
| Ano  | Título                | Papel                       | Notas                         |
| ---- | --------------------- | --------------------------- | ----------------------------- |
| 2007 | Sete Pecados          | ex-vedete (amiga de Corina) |                               |
| 2006 | Belíssima             | Ela Mesma                   | [ 9 ]                         |
| 1990 | Delegacia de Mulheres | Dona Conceição              | (episódio:Em Defesa da Honra) |
| 1986 | Selva de Pedra        | Ela Mesma                   |                               |
| 1979 | Os Trapalhões         | Ela Mesma                   |                               |